# Marius Marin
Marius Marin (n. 30 august 1998, Timișoara, România) este un fotbalist român, care joacă pe post de mijlocaș la Pisa în Serie B. Pe plan internațional, are prezențe la națională pentru România Sub-21, România U23⁠(d) și România.